# Champions League of Darts 2016
Die Unibet Champions League of Darts 2016 war ein Major-Turnier im Dartsport und wurde 2016 vom 24. bis 25. September zum ersten Mal von der Professional Darts Corporation (PDC) veranstaltet. Austragungsort war die Motorpoint Arena in Cardiff.

## Format
Teilnahmeberechtigt waren die acht Topplatzierten der Order of Merit zum Zeitpunkt nach dem World Matchplay 2016.
Bei der Champions League of Darts wurden diese acht Teilnehmer zunächst in zwei Viergruppen eingeteilt. Nach dem ersten Gruppenspiel trafen die beiden Sieger beider Gruppen sowie beide Verliererpaare aufeinander, bevor nach dem abschließenden dritten Spiel die Halbfinalpaarungen feststanden. 
Die beiden Gruppensieger trafen dort auf den Zweitplatzierten der jeweils anderen Gruppe. Diese beiden Sieger bestritten schließlich das Finale.

## Preisgelder
| Position (Anzahl der Spieler) | Position (Anzahl der Spieler) | Preisgeld |
| ----------------------------- | ----------------------------- | --------- |
| Gewinner                      | (1)                           | 100.000 £ |
| Finalist                      | (1)                           | 050.000 £ |
| Halbfinalisten                | (2)                           | 025.000 £ |
| Gruppendritter                | (2)                           | 015.000 £ |
| Gruppenvierter                | (2)                           | 010.000 £ |

Das erspielte Preisgeld hatte keinen Einfluss auf die Order of Merit, da es sich um ein Einladungsturnier handelt.

## Teilnehmer
Für die Champions League of Darts 2016 waren folgende Spieler teilnahmeberechtigt:
- Die acht erstplatzierten Spieler der Order of Merit (Stand: 25. Juli, nach dem World Matchplay)
- Michael van Gerwen
- Gary Anderson
- Adrian Lewis
- Phil Taylor
- Peter Wright
- James Wade
- Michael Smith
- Robert Thornton

## Setzliste
| Nr. | Spieler            | Erreichte Runde |
| --- | ------------------ | --------------- |
| 01. | Michael van Gerwen | Finale          |
| 02. | Gary Anderson      | Halbfinale      |
| 03. | Adrian Lewis       | Gruppenphase    |
| 04. | Phil Taylor        | Sieg            |

| Nr. | Spieler         | Erreichte Runde |
| --- | --------------- | --------------- |
| 05. | Peter Wright    | Gruppenphase    |
| 06. | James Wade      | Halbfinale      |
| 07. | Michael Smith   | Gruppenphase    |
| 08. | Robert Thornton | Gruppenphase    |

## Gruppenphase
Alle Gruppenspiele wurden im Modus best of 19 legs gespielt.
Gruppe A
| Rang | Spieler                | gew. Legs | verl. Legs | Diff. | Punkte |
| ---- | ---------------------- | --------- | ---------- | ----- | ------ |
| 1    | Phil Taylor (4)        | 30        | 11         | 19    | 6      |
| 2    | Michael van Gerwen (1) | 24        | 20         | 4     | 4      |
| 3    | Peter Wright (5)       | 20        | 26         | −6    | 2      |
| 4    | Robert Thornton (8)    | 13        | 30         | −17   | 0      |

24. September
| Michael van Gerwen 97.30 | 10 : 5 | Robert Thornton 91.10 |
| Phil Taylor 102.66       | 10 : 5 | Peter Wright 97.70    |

24. September
| Michael van Gerwen 104.13 | 4 : 10 | Phil Taylor 107.49 |
| Robert Thornton 90.80     | 6 : 10 | Peter Wright 94.30 |

25. September
| Phil Taylor 108.31        | 10 : 2 | Robert Thornton 100.62 |
| Michael van Gerwen 100.27 | 10 : 5 | Peter Wright 94.85     |

Gruppe B
| Rang | Spieler           | gew. Legs | verl. Legs | Diff. | Punkte |
| ---- | ----------------- | --------- | ---------- | ----- | ------ |
| 1    | Gary Anderson (2) | 30        | 17         | 13    | 6      |
| 2    | James Wade (6)    | 27        | 18         | 9     | 4      |
| 3    | Adrian Lewis (3)  | 18        | 28         | −10   | 2      |
| 4    | Michael Smith (7) | 18        | 30         | −12   | 0      |

24. September
| Gary Anderson 96.86 | 10 : 5 | Michael Smith 87.65 |
| Adrian Lewis 97.48  | 3 : 10 | James Wade 103.49   |

24. September
| Adrian Lewis 95.85  | 10 : 8 | Michael Smith 87.28 |
| Gary Anderson 94.62 | 10 : 8 | James Wade 90.66    |

25. September
| James Wade 103.03   | 10 : 5 | Michael Smith 95.30 |
| Gary Anderson 91.18 | 10 : 5 | Adrian Lewis 92.01  |

## Endrunde
|  | Halbfinale 25. September 2016 best of 21 legs | Halbfinale 25. September 2016 best of 21 legs | Halbfinale 25. September 2016 best of 21 legs |  |  | Finale 25. September 2016 best of 21 legs | Finale 25. September 2016 best of 21 legs | Finale 25. September 2016 best of 21 legs |
|  |                                               |                                               |                                               |  |  |                                           |                                           |                                           |
|  |                                               |                                               |                                               |  |  |                                           |                                           |                                           |
|  | A1                                            | Phil Taylor 98.38                             | 11                                            |  |  |                                           |                                           |                                           |
|  | B2                                            | James Wade 94.66                              | 3                                             |  |  |                                           |                                           |                                           |
|  |                                               |                                               |                                               |  |  | A1                                        | Phil Taylor 98.97                         | 11                                        |
|  |                                               |                                               |                                               |  |  | A2                                        | Michael van Gerwen 100.92                 | 5                                         |
|  | B1                                            | Gary Anderson 96.22                           | 5                                             |  |  |                                           |                                           |                                           |
|  | A2                                            | Michael van Gerwen 105.67                     | 11                                            |  |  |                                           |                                           |                                           |
|  |                                               |                                               |                                               |  |  |                                           |                                           |                                           |

## Übertragung
Im deutschsprachigen Raum übertrugen die Sender Sport1 und Sport1+ die Veranstaltung. Die Sender sind auch in Österreich über Kabel und Sat zu empfangen.
International wurden alle Spiele zudem durch die PDC auf livepdc.tv direkt übertragen.